# Sound Forge
Sound Forge — цифровой аудиоредактор от фирмы MAGIX (в недавнем прошлом — от Sony Creative Software, а до 2003 года принадлежал изначальному разработчику Sonic Foundry), направленный на профессиональное и полупрофессиональное использование.
Ограниченная версия, продаваемая как Sound Forge Audio Studio, предоставляет недорогой цифровой аудиоредактор начального уровня. Ранее он был известен как Sonic Foundry’s Sound Forge LE (Light Edition).

## История
Первоначально программа поддерживала Windows 3.x, но после версии 3.0 поддержка прекращена.
Поддержка Windows 95 прекращена начиная с версии Sound Forge 5.0.
В 2003 году Sonic Foundry, материнская компания Sound Forge, потерпела убытки и столкнулась с серьёзной конкуренцией со стороны многих крупных компаний и впоследствии согласилась продать свои промышленные версии музыкального обеспечения компании Sony Pictures Digital.
20 мая 2016 года Sony продала большинство программных продуктов, в том числе и Sound Forge, компании MAGIX, выпускающей профессиональный аудиософт индустриального уровня (Samplitude, Sequoia), а также видеоредакторы и прочее.

## Возможности

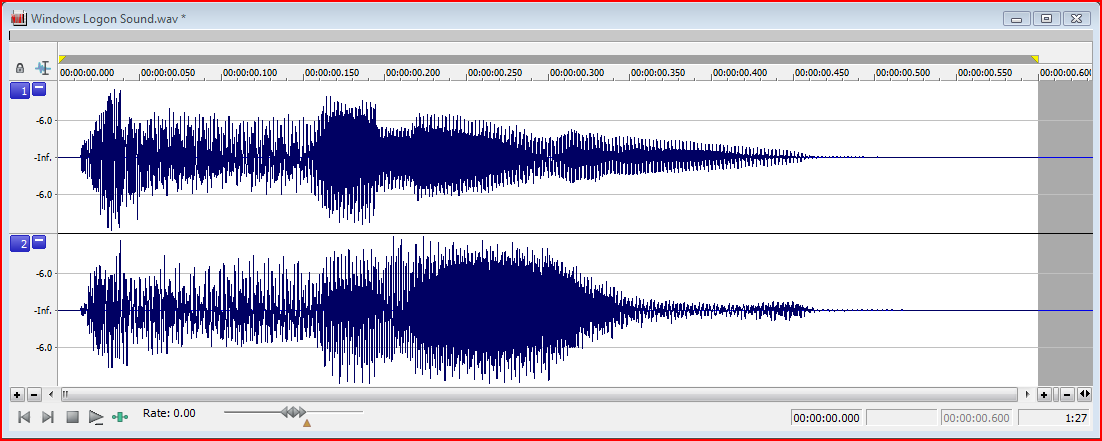
Звуковая дорожка в редакторе

Sound Forge позволяет создавать и редактировать звуковые файлы быстро и с высокой точностью, создавая из сырого и необработанного звука мастер-копию. С помощью Sound Forge можно анализировать и редактировать аудио (обрезать, вырезать куски, накладывать фильтры и эффекты и многое другое), создавать звуковые петли, производить цифровой ремастеринг и очищение старых записей, моделировать акустические образы, создавать потоковые медиафайлы и создавать мастер-диски. Пользовательский интерфейс Sound Forge 9 полностью настраиваемый. Большинство элементов пользовательского интерфейса — маркеры, волновые формы, высота окон — могут быть настроены под каждого пользователя независимо.
Sound Forge Pro поддерживает различные форматы видео, включая AVI, WMV, MPEG-1 и MPEG-2 и включает шаблоны MPEG-2 для записи HDV-совместимых файлов с разрешениями 720p и 1080i. Также включены шаблоны для кодирования WMV с разрешением 720p и 1080p.

## Поддерживаемые форматы
- Macromedia Flash (SWF) (только чтение)
- RealMedia 9 (RealAudio and RealVideo) (только экспорт)
- Windows Media 9 Series (WMA and WMV)
- Microsoft Video for Windows (AVI)
- AIFF (AIFF, AIF, SND)
- MPEG-1 and MPEG-2
- MPEG-1 Layer 3 (MP3)
- Ogg Vorbis (OGG)
- Macintosh AIFF
- NeXT/Sun (AU)
- Sound Designer (DIG)
- Intervoice (IVC)
- Sony Perfect Clarity Audio (PCA)
- Sony Media Wave 64 (W64)
- Sound Forge Project Files (FRG)
- Dialogic (VOX)
- Microsoft Wave (WAV)
- ATRAC Audio (AA3, OMA)
- CD Audio (CDA)
- Dolby Digital AC-3 studio — save only
- Raw Audio (RAW)
- Free Lossless Audio Codec (FLAC)

## Системные требования
- Процессор: 900 МГц
- ОЗУ: 256 Мб
- Жёсткий диск: 150 Мб свободного места
- Microsoft Windows XP или Vista
- DirectX 9.0c
- Microsoft .NET Framework 2.0
- Internet Explorer 5.1

## Дополнения
Sony Sonic Foundry MIDI Router — виртуальный маршрутизатор MIDI (англ. Virtual MIDI Router; freeware) .